# Pagnacco
Pagnacco (friülà Pagnà) és un municipi italià, dins de la província d'Udine. L'any 2007 tenia 4.916 habitants. Limita amb els municipis de Colloredo di Monte Albano, Martignacco, Moruzzo, Tavagnacco i Tricesimo.

## Administració
| Període | Identitat      | Partit        |
| ------- | -------------- | ------------- |
| 2004-   | Paolo Trangoni | Llista cívica |